# Grun
Přírodní památka Grun zahrnuje pastvinu na levém břehu potoka, který odvodňuje severní svahy Malého Lopeníka a vlévá se do potoka Hrubár. Správa CHKO Bílé Karpaty, Česká republika.

## Předmět ochrany
Předmětem ochrany je květnatá louka s ovocným sadem s výskytem mnoha ohrožených druhů zejména vstavačovitých rostlin.

## Flóra
Roste zde řada vstavačovitých rostlin - např. prstnatec májový (Dactylorhiza majalis), prstnatec bezový (Dactylorhiza sambucina), pětiprstka žežulník (Gymnadenia conopsea), vemeník dvoulistý (Platanthera bifolia), hlavinka horská (Traunsteinera globosa).

## Fauna
Území PP je významným hnízdištěm ptáků a také útočištěm vzácných druhů hmyzu.

## Galerie

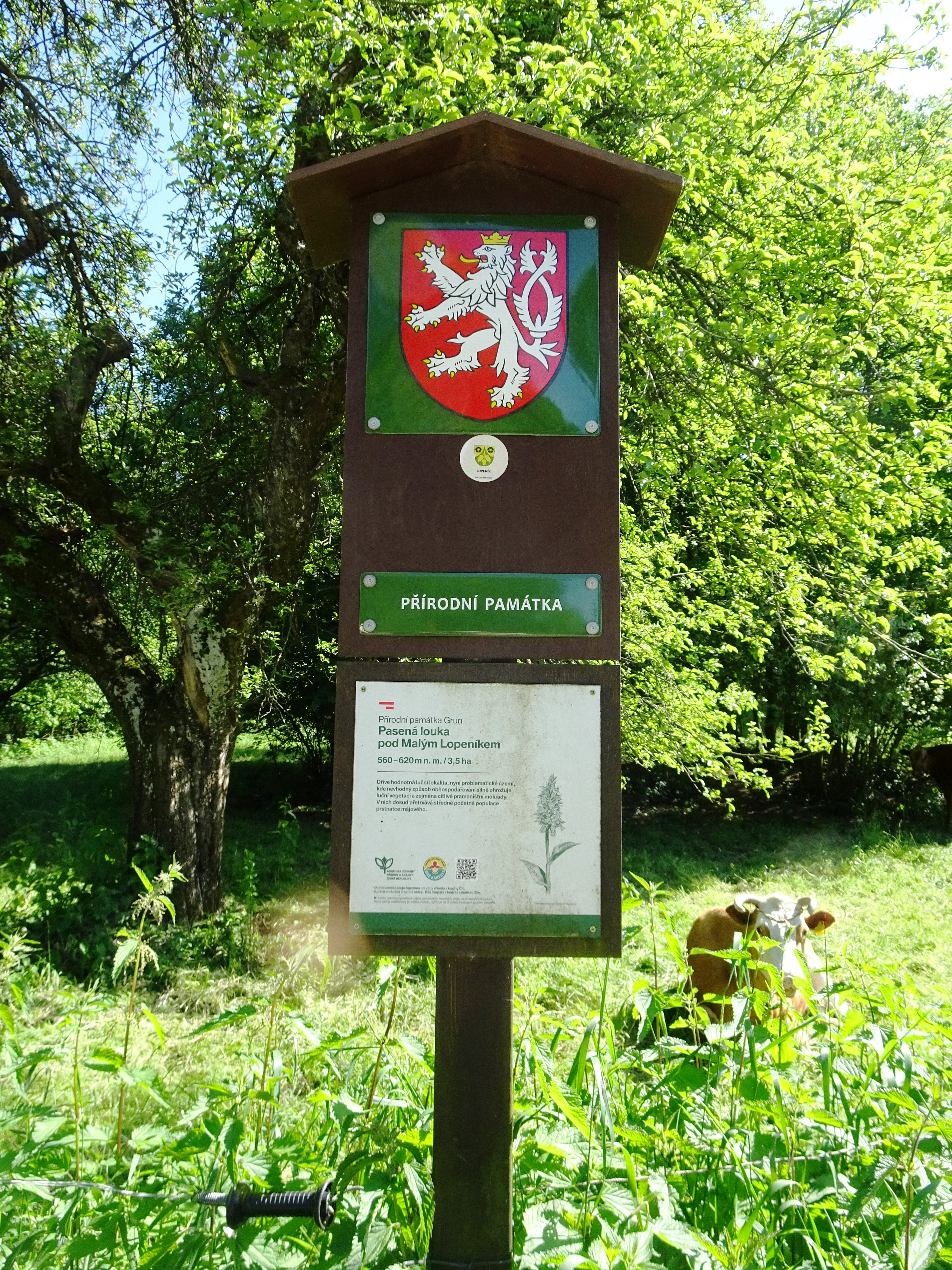
Tabule
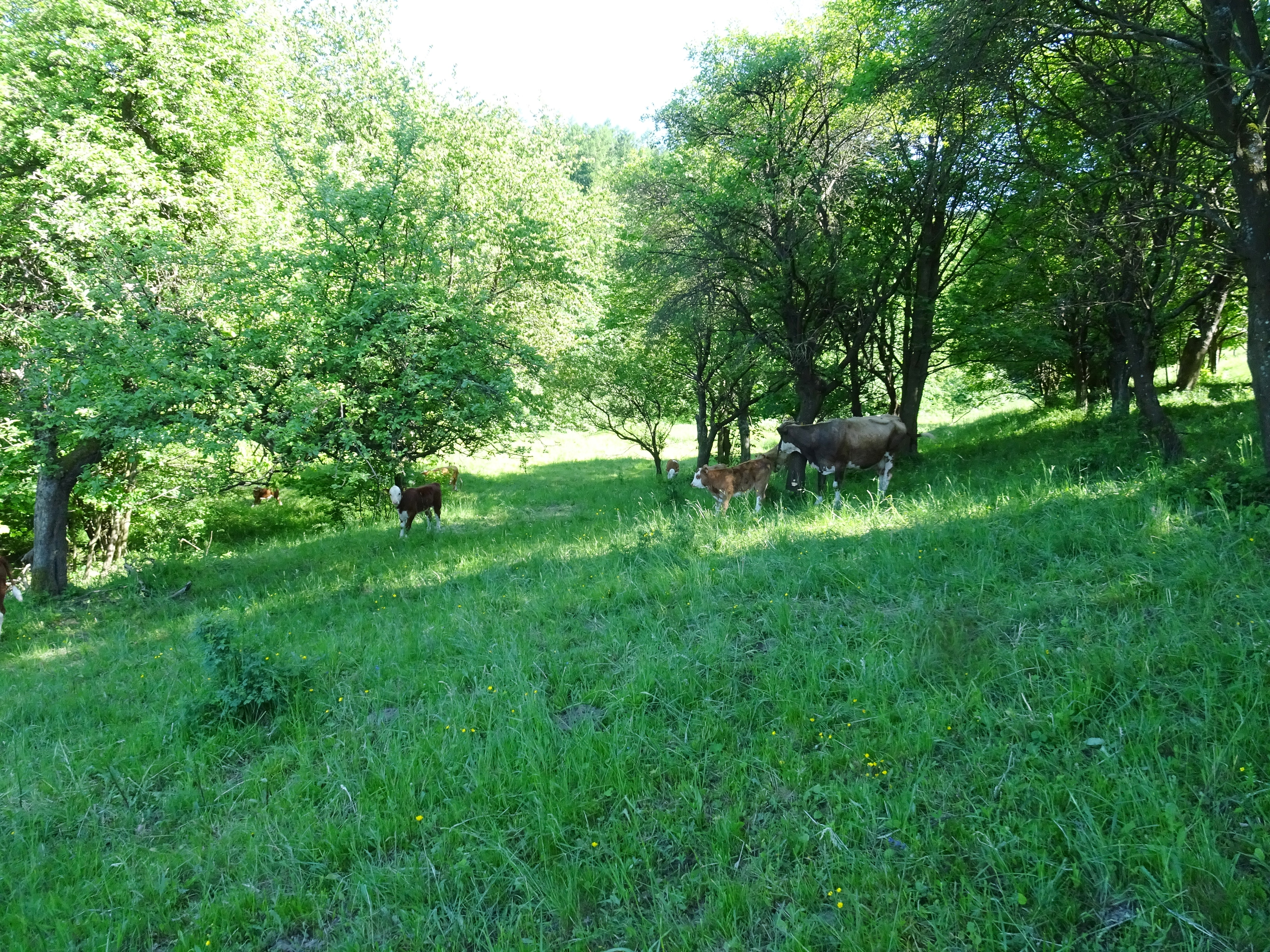
Pastvina
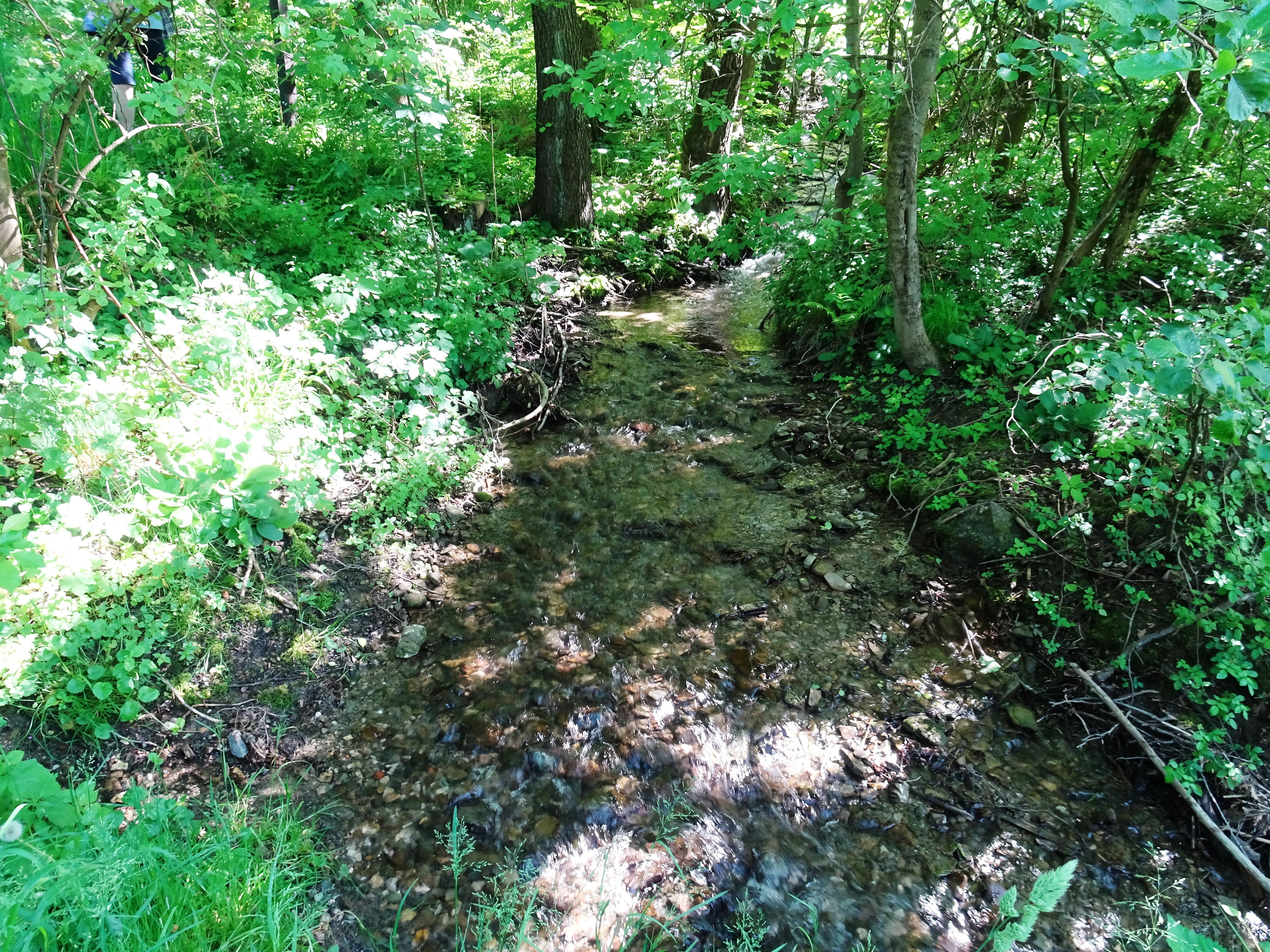
Soliskový potok
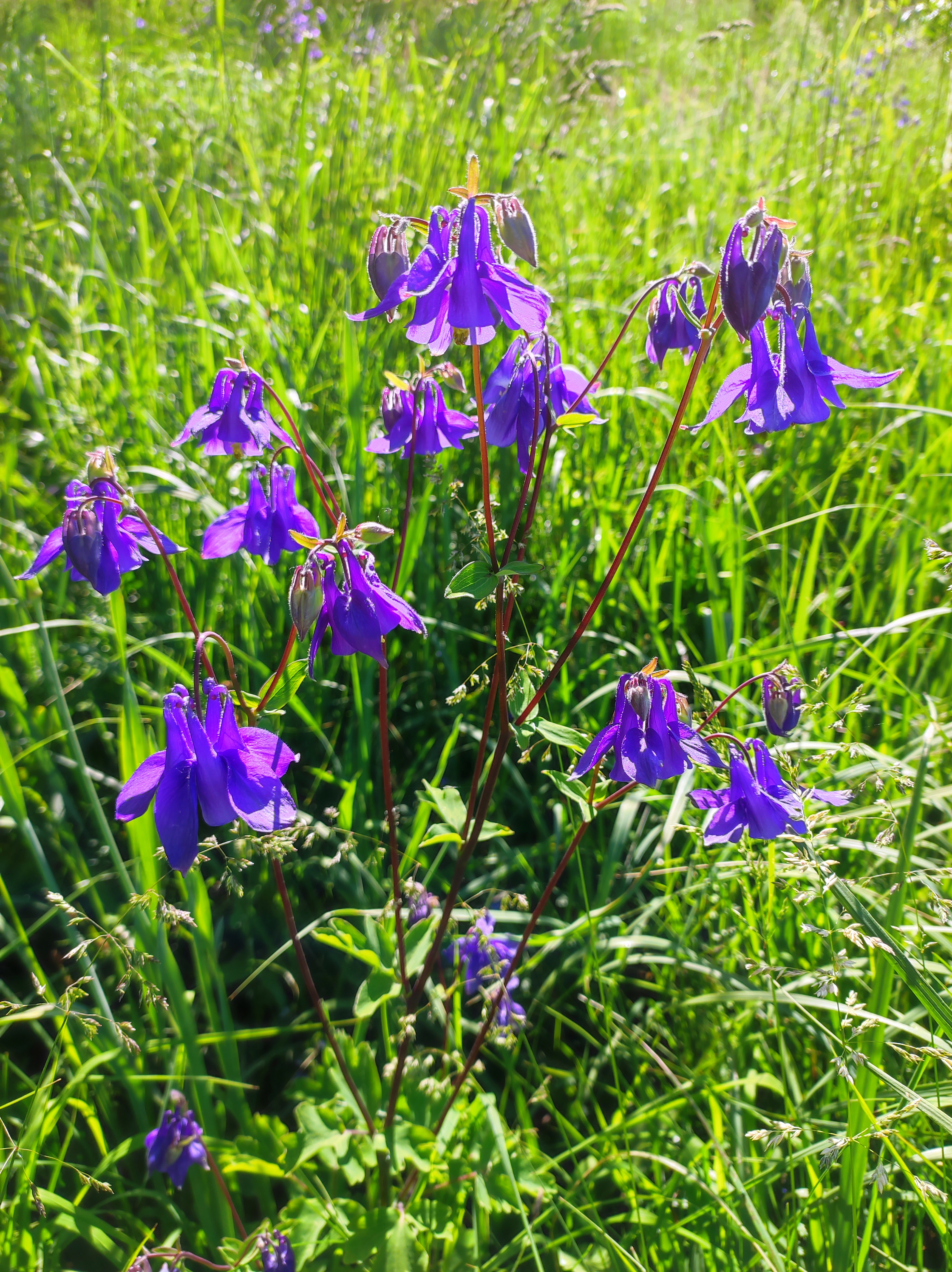
Orlíček obecný
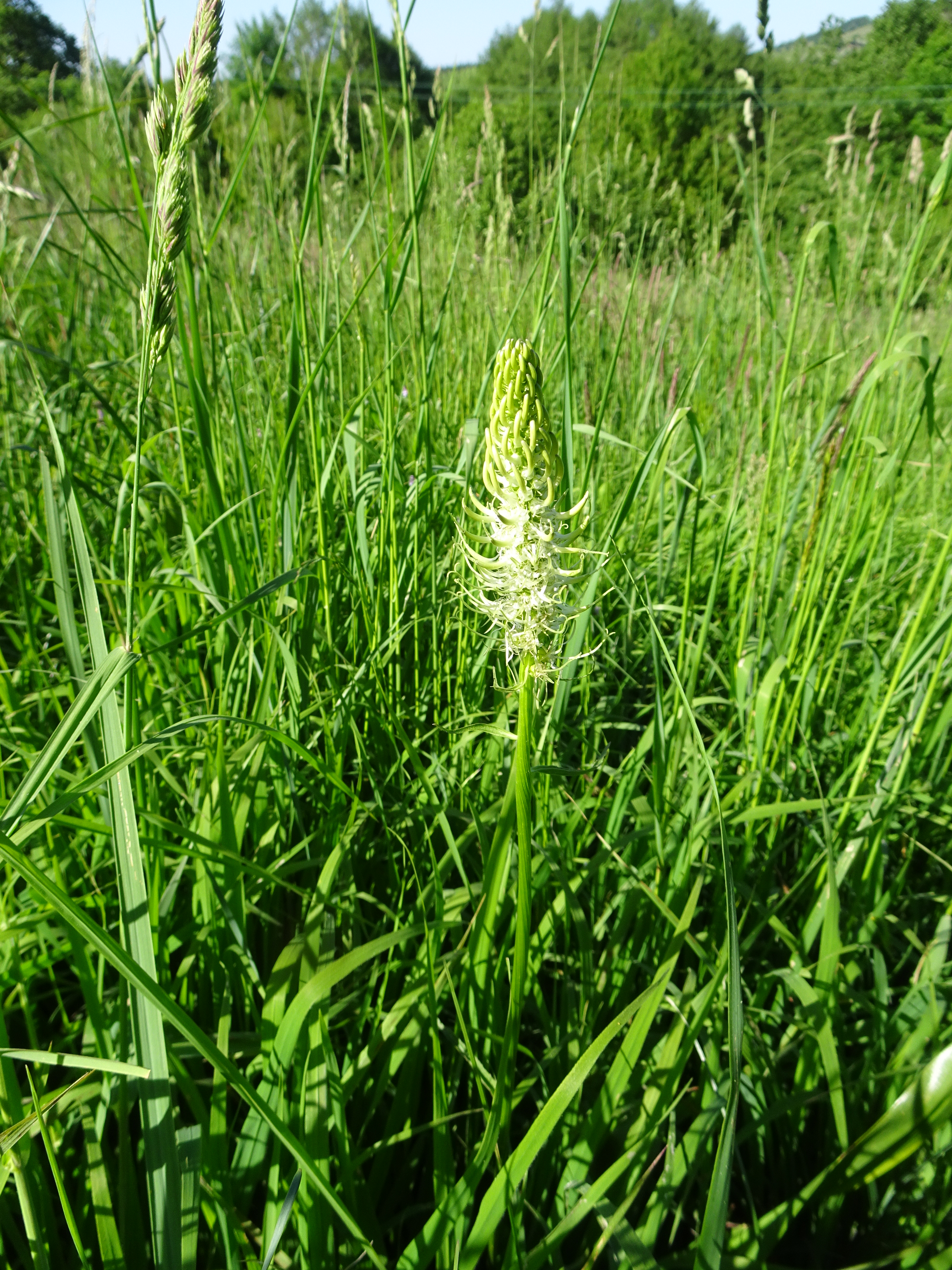
Zvonečník klasnatý